# Ignacio Yepez
Ignacio Andrés Yepez Guzmán, noto semplicemente come Ignacio Yepez (Barranquilla, 20 ottobre 1998), è un calciatore colombiano, attaccante del Miramar Misiones.

## Caratteristiche tecniche
È una seconda punta.

## Carriera
Ha esordito fra i professionisti il 5 maggio 2016 disputando con il Barranquilla l'incontro di Copa Colombia perso 1-0 contro il Real Cartagena. Dal 2017 al 2019 ha militato nelle giovanili di Atlético Junior, Peñarol e Danubio prima di passare al Villa Española. Alla sua prima stagione fra i professionisti colleziona 11 presenze segnando 3 gol nella seconda divisione uruguaiana, al termine della quale si trasferisce al Cerro.